# Constanze Behrends

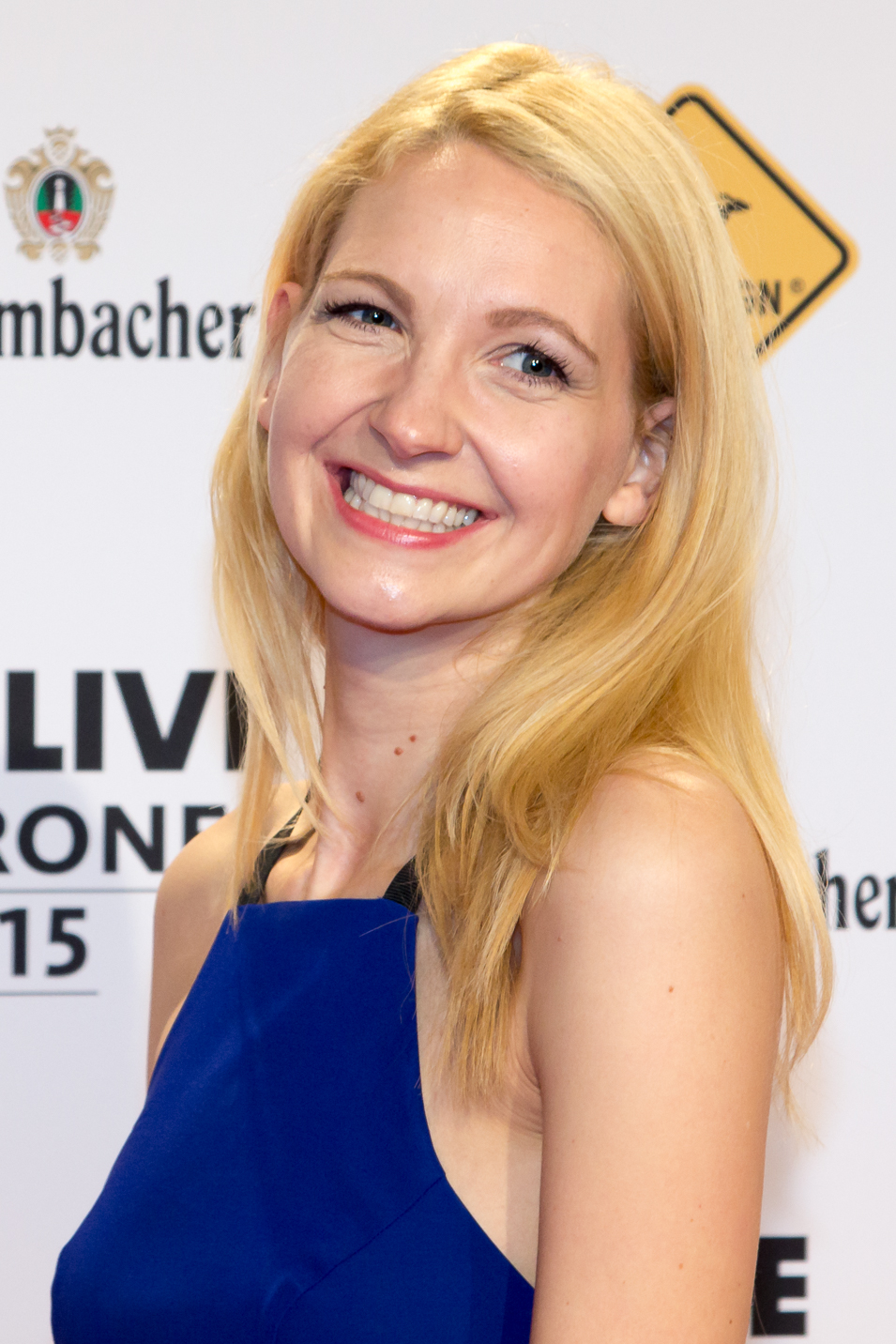
Constanze Behrends auf der 1LIVE Krone 2015

Constanze Behrends (* 31. Januar 1981 in Lutherstadt Wittenberg als Carmen Constanze Behrends) ist eine deutsche Schauspielerin und Autorin.

## Leben
Behrends wuchs in Möhlau in der Nähe von Gräfenhainichen auf. Als Jahrgangsbeste ihres Gymnasiums zog sie im Alter von 18 Jahren nach Berlin, um dort Ärztin zu werden. Stattdessen absolvierte sie eine Schauspielausbildung an der Theaterwerkstatt Charlottenburg und nochmals eine in England. 2003 gründete sie mit ihrem späteren Ehemann Oliver Tautorat das prime time theater in Berlin und erfand die Bühnensitcom Gutes Wedding, schlechtes Wedding. Im April 2011 eröffneten sie das Restaurant Prime Time Kantine. Bekanntheit erlangte sie durch ihr Auftreten in der Parodie-Show Switch reloaded. Darin wurde Behrends 2010 die Nachfolgerin von Mona Sharma, die aus privaten Gründen ausgestiegen war, und parodierte unter anderem Lucy Lawless in ihrer Rolle als Xena.
Behrends war mit ihrem Theaterpartner Oliver Tautorat verheiratet, die gemeinsame Tochter wurde 2010 geboren.

## Filmografie
- 2001: Suck My Dick
- 2001: Boy meets girl
- 2002: Nein
- 2002: Pepe
- 2003: Susi und Sandy
- 2003: Dinner für drei
- 2003: Chiffre
- 2006: Der Rote Kakadu
- 2007: Krömer
- 2008: Lovebugs
- 2010: Die Grenze
- 2009: Die Tierklinik
- 2009–2010: Switch reloaded
- 2013: Heiter bis tödlich: Zwischen den Zeilen (Fernsehserie, 16 Folgen)
- 2013: Letzte Spur Berlin (Fernsehserie, 1 Folge)
- 2014: Heiter bis tödlich: Hauptstadtrevier (Fernsehserie, 1 Folge)
- 2016: Wir sind die Rosinskis
- 2016: Bettys Diagnose (Fernsehserie, 1 Folge)
- 2017: Notruf Hafenkante (Fernsehserie, 1 Folge)
- 2017: OMG Sketchcomedy (Serie)
- 2018: Danke Deutschland[9]
- 2020: Gute Zeiten, schlechte Zeiten (Fernsehserie, 4 Folgen)

## Theater (Auswahl)
- 2007: Blutroter Wedding (im prime time Theater)[10]
- 2016: Beziehungskiste (im Heimathafen Neukölln)[11]

## Musicals
Libretto von Constanze Behrends 
- 2017: Klassenkampf[12]
- 2018: Jana und Janis
- 2024: Kick it Like a Woman[13]

## Auszeichnungen
- 2011: Nominiert für den deutschen Comedypreis mit der Sendung „Switch Reloaded“
- 2011: Video Champion Award für „Switch Reloaded“
- 2011: Bürgermedaille von Berlin-Mitte
- 2012: B.Z. Kulturpreis für das prime time theater
- 2015: Jürgen Bansemer und Ute Nyssen Dramatikerpreis[14]
- 2017: Deutscher Musicaltheaterpreis[15]
- 2018: Nominiert für den Deutschen Musicaltheaterpreis[16]

## Veröffentlichungen
- Gutes Wedding, schlechtes Wedding. Das Buch zur ersten Theater-Sitcom der Welt. Berlin 2007, ISBN 978-3-9809951-7-7.
- Kiffer Barbie. Das Beste aus meinem Leben. (Roman) Knaur TB, München 2011, ISBN 978-3-426-78433-4.